# RE紅包
RE‧X 點數魔術師 Reward points 獎勵點數 Exchange 交換  X (Cross)  跨界 ；(原RE紅包)（英語：Red Envelope, Revolution of Rebate），是臺灣首個跨產業、跨平台、跨虛實、跨國際，整合多個店家不同消費性商品的聯合現金回饋App，2017年9月開始啟用，由阿爾伊股份有限公司營運發行。日常生活中的食、衣、住、行、育、樂，只要在合作的RE‧X合作店家消費，使用行動支付(支援Applepay、Google Pay)或信用卡支付消費金額都可以獲得現金回饋紅包購物金點數，並將現金回饋紅包購物金點數累積在消費者名下的RE‧X App上。
RE‧X 擁有超過8,000家特約商，可以在臺灣、跨國家新加坡、馬來西亞轉換國家幣值使用。
2021年6月，與鼎鼎聯合行銷合作，使用HAPPY GO（快樂購）App可以在全台近8000個RE紅包聯盟店家同時折抵Happy Go點數。
2022年3月，與鉑客生活BIRC Life、i3Fresh 愛上新鮮，三大網路科技產業攜手合作，創造人人都可參加的「 會員消費回饋計畫 」透過朋友之間互相分享到生活中吃喝玩樂的店家消費，就能共享消費現金回饋。已於2024年結束合作。
2024年9月，支援使用行動支付(支援Applepay、Google Pay)或信用卡，同年10月更名為 RE‧X

## 點數交換合作特約
點數交換合作特約業者如下：
- 統一超商 OPEN POINT[1]
- 全家便利商店[2]
- HAPPY GO（快樂購）
- 中國信託商業銀行[3]
- 臺灣新光商業銀行[4]
- 樂天 (Rakuten)[5]
- 亞洲萬里通[6]
- PChome24h購物[7]
- UUPON（由悠遊卡投資控股的點鑽整合行銷營運，於全家便利商店與快樂購並行使用）

註：本列表僅列出重點合作業者，實際情況須以 官方公布之資料為準。

## 現金回饋合作特約
- 愛上新鮮 i3Fresh （页面存档备份，存于）

## 外部連結
- （繁體中文） RE‧X點數魔術師 | RE紅包 | RE‧X | RE‧X 店家大聯盟 （页面存档备份，存于）
- RE紅包-史上最好用的現金回饋app的Facebook專頁